# Эрик VII (король Швеции)
Эрик VII Стенкильссон (древнеисл. Erik Stenkilsson) — шведский король, правивший в 1066—1067 годах. После смерти короля Стенкиля он воевал с Эриком Язычником за шведский престол. Оба претендента погибли в этой борьбе. У обоих противников известны только имена, и об их существовании говорит лишь один источник (Адам Бременский). Таким образом связь Эрика VII с династией Стенкилей весьма условна.